# Trapani Calcio 2018-2019
Questa voce raccoglie le informazioni riguardanti il Trapani Calcio nelle competizioni ufficiali della stagione 2018-2019.

## Stagione
La stagione 2018-2019 è per il Trapani Calcio la 33ª partecipazione alla terza serie del Campionato italiano di calcio. Nell'estate il proprietario Vittorio Morace manifesta la volontà di cedere la società sportiva, nel mentre s'avvia la nuova stagione sportiva con l'arrivo del nuovo allenatore Vincenzo Italiano (già giocatore granata nel biennio 1994-1996).
Dopo la controversia che ha coinvolto Morace e l’imprenditore Francesco Agnello e la successiva trattativa con il finanziere romano Giorgio Heller, il 5 marzo 2019 il Trapani Calcio s.r.l. viene ceduto alla società FM Service srl di Maurizio De Simone.
La squadra granata chiude il girone C del campionato di Serie C al secondo posto con 73 punti dietro la Juve Stabia promossa diretta in Serie B, accede direttamente alla fase nazionale dei Play-off, dove elimina il Catania in semifinale e il Piacenza in finale, approdando così in Serie B, dopo due sole stagioni in Serie C. Il Matera è stato estromesso dal campionato dalla 26ª giornata, in seguito a quattro rinunce, con le partite che ha giocato omologate. Con 10 reti firmate in campionato e 13 in stagione Felice Evacuo è stato il miglior finalizzatore del Trapani.

## Organigramma societario
Area direttiva
- Presidente: Francesco Paolo Baglio
- Vice-Presidente e AD: Maurizio De Simone
- Amministratore Unico: Michele Napolitano
- Segretario generale e sportivo: Andrea Oddo

Area organizzativa
- Direttore sportivo: Raffaele Rubino[6]
- Team manager: Giovanni Panetta
- Magazziniere: Giancarlo Lentini

Area comunicazione
- Resp. comunicazione e Ufficio stampa: Cinzia Bizzi
- Fotografo: Giovanni Pappalardo

Area tecnica
- Allenatore: Vincenzo Italiano
- Vice allenatore: Daniel Niccolini
- Preparatore atletico: Piero Campo
- Preparatore dei portieri: Angelo Porracchio
- Coll. tecnico: Stefano Firicano
- Responsabile tecn. Settore giovanile: Mariano Gabriele

Area sanitaria
- Responsabile Sanitario: Giuseppe Mazzarella
- Medico sociale: Roberto Matracia e Ettore Tocco
- Massofisioterapista: Salvatore Scardina, Claudio Fici e Mirko Genzardi

## Divise e sponsor
Il fornitore ufficiale di materiale tecnico per la stagione 2018-2019 è Joma, mentre il main sponsor è Liberty Lines.
| Casa | Trasferta | Terza maglia | Portiere |

## Rosa
Rosa aggiornata al 12 gennaio 2019.
| N. |                       | Ruolo | Calciatore                 |
| -- | --------------------- | ----- | -------------------------- |
| 1  | Italia (bandiera)     | P     | Andrea Dini                |
| 2  | Portogallo (bandiera) | D     | João Silva                 |
| 3  | Uruguay (bandiera)    | D     | Juan Ramos                 |
| 4  | Italia (bandiera)     | D     | Luca Pagliarulo (capitano) |
| 5  | Francia (bandiera)    | C     | Anthony Taugourdeau        |
| 6  | Italia (bandiera)     | D     | Stefano Scognamillo        |
| 7  | Italia (bandiera)     | A     | Daniele Ferretti           |
| 8  | Italia (bandiera)     | C     | Salvatore Aloi             |
| 9  | Italia (bandiera)     | A     | Felice Evacuo              |
| 10 | Portogallo (bandiera) | C     | Pedro Costa Ferreira       |
| 11 | Angola (bandiera)     | A     | M'Bala Nzola               |
| 12 | Italia (bandiera)     | P     | Dario Ingrassia            |
| 13 | Italia (bandiera)     | D     | Erasmo Mulè                |
| 14 | Italia (bandiera)     | C     | Filippo Tolomello          |
| 15 | Italia (bandiera)     | C     | Giuseppe D'Anca            |
| 16 | Italia (bandiera)     | C     | Ludovico D’Angelo          |

| N. |                    | Ruolo | Calciatore           |
| -- | ------------------ | ----- | -------------------- |
| 17 | Italia (bandiera)  | C     | Enrico Canino        |
| 18 | Italia (bandiera)  | D     | Andrea Scrugli       |
| 19 | Italia (bandiera)  | C     | Francesco Corapi     |
| 20 | Brasile (bandiera) | A     | Lucas Dambros        |
| 21 | Italia (bandiera)  | D     | Desiderio Garufo     |
| 22 | Italia (bandiera)  | P     | Matteo Kucich        |
| 22 | Italia (bandiera)  | P     | Andrea Cavalli       |
| 23 | Italia (bandiera)  | A     | Giacomo Tulli        |
| 24 | Italia (bandiera)  | A     | Francesco Golfo      |
| 25 | Italia (bandiera)  | C     | Marco Toscano        |
| 26 | Italia (bandiera)  | D     | Matteo Vito Lomolino |
| 27 | Italia (bandiera)  | P     | Riccardo Ferrara     |
| 28 | Italia (bandiera)  | A     | Davide Mastaj        |
| 29 | Italia (bandiera)  | C     | Michael Girasole     |
| 33 | Italia (bandiera)  | A     | Francesco Fedato     |
| 34 | Italia (bandiera)  | D     | Michele Franco       |

## Calciomercato

### Sessione estiva(dal 1/7 al 31/8)
| Acquisti | Acquisti             | Acquisti     | Acquisti      |
| R.       | Nome                 | da           | Modalità      |
| -------- | -------------------- | ------------ | ------------- |
| P        | Matteo Kucich        | Como         | Definitivo    |
| C        | Giacomo Tulli        | Teramo       | Definitivo    |
| D        | Matteo Vito Lomolino | Siena        | Prestito      |
| A        | Francesco Golfo      | Parma        | Prestito      |
| D        | Stefano Scognamillo  | Parma        | Prestito      |
| C        | Pedro Costa Ferreira | Lecce        | Prestito      |
| P        | Andrea Dini          | Parma        | Prestito      |
| A        | M'Bala Nzola         | Carpi        | Prestito      |
| C        | Davide Mastaj        | Parma        | Prestito      |
| C        | Marco Toscano        | Palermo      | Prestito      |
| D        | Juan Ramos           | Parma        | Prestito      |
| D        | Andrea Scrugli       | Akragas      | Definitivo    |
| D        | Desiderio Garufo     | Parma        | Definitivo    |
| D        | João Silva           | Palermo      | Definitivo    |
| P        | Richard Marcone      | Pro Vercelli | Fine prestito |
| A        | Nicola Citro         | Frosinone    | Fine prestito |
| D        | Federico Maracchi    | Novara       | Fine prestito |
| C        | Anthony Taugourdeau  | Piacenza     | Fine prestito |

| Cessioni | Cessioni            | Cessioni     | Cessioni      |
| R.       | Nome                | a            | Modalità      |
| -------- | ------------------- | ------------ | ------------- |
| A        | Nicola Citro        | Frosinone    | Definitivo    |
| P        | Richard Marcone     | Cuneo        | Definitivo    |
| D        | Pietro Visconti     | Novara       | Definitivo    |
| D        | Tommaso Silvestri   | Catania      | Definitivo    |
| D        | Pasquale Fazio      | Ternana      | Definitivo    |
| P        | Giovanni Compagno   | Messina      | Prestito      |
| D        | Mirko Drudi         | Cittadella   | Definitivo    |
| D        | Alberto Rizzo       | Cittadella   | Definitivo    |
| D        | Demetrio Steffè     | Triestina    | Definitivo    |
| D        | Federico Maracchi   | Triestina    | Definitivo    |
| C        | Manuel Marras       | Pescara      | Definitivo    |
| C        | Simone Bastoni      | Spezia       | Fine prestito |
| A        | Simone Minelli      | Fiorentina   | Fine prestito |
| C        | Antonio Palumbo     | Sampdoria    | Fine prestito |
| A        | Alessandro Polidori | Pro Vercelli | Fine prestito |
| A        | Jacopo Murano       | SPAL         | Fine prestito |
| P        | Jacopo Furlan       | Bari         | Fine prestito |
| C        | Fabio Scarsella     | Cremonese    | Fine prestito |
| P        | Francesco Pacini    | Novara       | Fine prestito |
| A        | Alessio Campagnacci | Siena        | Fine prestito |

### Sessione invernale(dal 3/1/ al 31/1)
| Acquisti | Acquisti         | Acquisti      | Acquisti   |
| R.       | Nome             | da            | Modalità   |
| -------- | ---------------- | ------------- | ---------- |
| A        | Francesco Fedato | Foggia        | Prestito   |
| D        | Michele Franco   | Siracusa      | Definitivo |
| P        | Andrea Cavalli   | Reggio Audace | Prestito   |

| Cessioni | Cessioni      | Cessioni | Cessioni   |
| R.       | Nome          | a        | Modalità   |
| -------- | ------------- | -------- | ---------- |
| P        | Matteo Kucich | Pisa     | Definitivo |

## Risultati

### Serie C

#### Girone di andata
| Arbitro: | Zingarelli (Siena) |

|                             |           |  |
| G. Tulli 22’ Golfo 30’, 40’ | Marcatori |  |

| Arbitro: | Maranesi (Ciampino) |

|  |           |                           |
|  | Marcatori | 56’ Evacuo 59’ Pagliarulo |

| Arbitro: | De Santis (Lecce) |

|                                       |           |  |
| D. Ferretti 41’ Mulè 49’ G. Tulli 66’ | Marcatori |  |

| Arbitro: | Colombo (Como) |

|                          |           |                |
| Taugordeau 28’ Ramos 67’ | Marcatori | 73’ E. Catania |

| Monopoli 7 ottobre 2018, ore 14:30 CEST 5ª giornata | Monopoli         | 0 – 0 referto | Trapani | Stadio Vito Simone Veneziani (1.500 spett.)\| Arbitro: \| Vigile (Cosenza) \| |
| Arbitro:                                            | Vigile (Cosenza) |               |         |                                                                               |

| Arbitro: | Bitonti (Bologna) |

|           |           |  |
| Nzola 72’ | Marcatori |  |

| Arbitro: | Amabile (Vicenza) |

|                                  |           |           |
| Lodi 48’ (rig.), 60’ Marotta 50’ | Marcatori | 70’ Golfo |

| Arbitro: | Feliciani (Teramo) |

|                                 |           |  |
| Corapi 31’ (rig.), 41’ Aloi 35’ | Marcatori |  |

| Arbitro: | Zufferli (Udine) |

|           |           |  |
| Fella 52’ | Marcatori |  |

| Arbitro: | Natilla (Molfetta) |

|                            |           |  |
| Taugordeau 11’ Dambros 88’ | Marcatori |  |

| Caserta 10 novembre 2018, ore 14:30 CET 11ª giornata | Casertana          | 0 – 0 referto | Trapani | Stadio Alberto Pinto (1.994 spett.)\| Arbitro: \| Ayroldi (Molfetta) \| |
| Arbitro:                                             | Ayroldi (Molfetta) |               |         |                                                                         |

| Arbitro: | Maranesi (Ciampino) |

|                                   |           |              |
| Nzola 29’ G. Tulli 31’ Evacuo 74’ | Marcatori | 6’ Partipilo |

| 25 novembre 2018 13ª giornata |  | – Turno di riposo Trapani |  |  |

| Arbitro: | Amabile (Vicenza) |

|                  |           |                 |
| Polidori 7’, 42’ | Marcatori | 78’, 86’ Evacuo |

| Arbitro: | Camplone (Pescara) |

|              |           |                               |
| G. Tulli 29’ | Marcatori | 43’ El Ouazni 90+3’ Mezavilla |

| Arbitro: | Cipriani (Empoli) |

|               |           |            |
| Salvemini 73’ | Marcatori | 81’ Corapi |

| Arbitro: | Meraviglia (Pistoia) |

|                |           |  |
| Taugordeau 29’ | Marcatori |  |

| Arbitro: | Longo (Paola) |

|               |           |                                |
| Cesaretti 63’ | Marcatori | 47’ Aloi 51’ Dambros 75’ Nzola |

| Arbitro: | Sozza (Seregno) |

|                           |           |                    |
| Taugordeau 66’ Evacuo 74’ | Marcatori | 10’ (rig.) Kanoute |

#### Girone di ritorno
| Arbitro: | Natilla (Molfetta) |

|            |           |                     |
| Redolfi 7’ | Marcatori | 90+1’ (rig.) Corapi |

| Arbitro: | D'Ascanio (Ancona) |

|                              |           |           |
| Nzola 66’ (rig.) Toscano 82’ | Marcatori | 59’ Bubas |

| Lentini 23 gennaio 2019, ore 20:30 CET 22ª giornata | Sicula Leonzio        | 0 – 0 referto | Trapani | Stadio Angelino Nobile (793 spett.)\| Arbitro: \| Nicoletti (Catanzaro) \| |
| Arbitro:                                            | Nicoletti (Catanzaro) |               |         |                                                                            |

| Arbitro: | Meleleo (Casarano) |

|                |           |                          |
| E. Catania 40’ | Marcatori | 6’ Nzola 55’ D. Ferretti |

| Arbitro: | D. Miele (Torino) |

|                                                      |           |                             |
| Corapi 15’ (rig.) Nzola 25’ D. Ferretti 29’ Aloi 40’ | Marcatori | 39’ Gerardi 68’ L. Paolucci |

| Bisceglie 10 febbraio 2019, ore 14:00 CET 25ª giornata | Bisceglie         | 0 – 0 referto | Trapani | Stadio Gustavo Ventura (216 spett.)\| Arbitro: \| Cipriani (Empoli) \| |
| Arbitro:                                               | Cipriani (Empoli) |               |         |                                                                        |

| Arbitro: | Marchetti (Ostia Lido) |

|              |           |  |
| G. Tulli 56’ | Marcatori |  |

| Arbitro: | Colombo (Como) |

|  |           |                                   |
|  | Marcatori | 59’ A. Ferretti 67’ (rig.) Evacuo |

| Arbitro: | Cudini (Fermo) |

|                                    |           |                              |
| G. Tulli 62’ Taugordeau 76’ (rig.) | Marcatori | 13’ Tumbarello 84’ Bacchetti |

| 3 marzo 2019 29ª giornata | Matera | 0 – 3 Assegnato (0-3) a tavolino per esclusione del Matera dal campionato. | Trapani |  |

| Arbitro: | Zingarelli (Siena) |

|                                  |           |  |
| Taugordeau 15’ Evacuo 62’ (rig.) | Marcatori |  |

| Arbitro: | Santoro (Messina) |

|                                                                |           |                 |
| Partipilo 23’ Folorunsho 40’ D. Gigliotti 66’ Sarao 82’ (rig.) | Marcatori | 74’ Scognamillo |

| 24 marzo 2019 32ª giornata |  | – Turno di riposo Trapani |  |  |

| Arbitro: | Vigile (Cosenza) |

|                          |           |  |
| Nzola 9’ D. Ferretti 40’ | Marcatori |  |

| Arbitro: | Amabile (Vicenza) |

|                         |           |  |
| Carlini 65’ Canotto 75’ | Marcatori |  |

| Arbitro: | Sozza (Seregno) |

|                     |           |              |
| Aloi 58’ Evacuo 68’ | Marcatori | 72’ Piccinni |

| Arbitro: | Zingarelli (Siena) |

|  |           |            |
|  | Marcatori | 70’ Evacuo |

| Arbitro: | Tremolada (Monza) |

|                              |           |            |
| Scognamillo 41’ Fedato 90+1’ | Marcatori | 61’ Scarpa |

| Arbitro: | Paterna (Teramo) |

|                                                                                 |           |                         |
| Fischnaller 7’ A. Iuliano 36’ Maita 38’ Bianchimano 41’ Celiento 58’ D'Ursi 75’ | Marcatori | 4’, 10’ Golfo 8’ Evacuo |

### Play-off

#### Semifinali
| Arbitro: | Robilotta (Sala Consilina) |

|                      |           |                             |
| Lodi 73’, 87’ (rig.) | Marcatori | 2’ G. Tulli 68’ D. Ferretti |

| Arbitro: | Sozza (Seregno) |

|                 |           |             |
| Taugourdeau 26’ | Marcatori | 70’ Curiale |

#### Finali
| Piacenza 8 giugno 2019, ore 20:30 CEST Andata | Piacenza          | 0 – 0 referto | Trapani | Stadio Leonardo Garilli (7.865 spett.)\| Arbitro: \| Amabile (Vicenza) \| |
| Arbitro:                                      | Amabile (Vicenza) |               |         |                                                                           |

| Arbitro: | Ayroldi (Molfetta) |

|                           |           |  |
| Nzola 21’ Taugourdeau 84’ | Marcatori |  |

### Coppa Italia

#### Turni eliminatori
| Arbitro: | Pashuku (Albano Laziale) |

|            |           |  |
| Evacuo 11’ | Marcatori |  |

| Arbitro: | Pillitteri (Palermo) |

|            |           |                              |
| Evacuo 63’ | Marcatori | 58’ Di Piazza 90+3’ Azzinari |

### Coppa Italia Serie C
| Arbitro: | Di Cairano (Ariano Irpino) |

|                                      |           |          |
| Dambros 13’ Mulè 16’ L. D'Angelo 63’ | Marcatori | 17’ Diop |

| Arbitro: | Zingarelli (Siena) |

|                   |           |  |
| Costa Ferreira 3’ | Marcatori |  |

| Arbitro: | De Santis (Lecce) |

|            |           |  |
| Evacuo 89’ | Marcatori |  |

| Arbitro: | D'Ascanio (Ancona) |

|              |           |  |
| Molinaro 87’ | Marcatori |  |

| Arbitro: | Meraviglia (Pistoia) |

|                    |           |                            |
| Costa Ferreira 35’ | Marcatori | 45’ Mignanelli 59’ Pacilli |

## Statistiche

### Statistiche di squadra
| Competizione         | Punti  | In casa | In casa | In casa | In casa | In casa | In casa | In trasferta | In trasferta | In trasferta | In trasferta | In trasferta | In trasferta | Totale | Totale | Totale | Totale | Totale | Totale | DR  |
| Competizione         | Punti  | G       | V       | N       | P       | Gf      | Gs      | G            | V            | N            | P            | Gf           | Gs           | G      | V      | N      | P      | Gf     | Gs     | DR  |
| -------------------- | ------ | ------- | ------- | ------- | ------- | ------- | ------- | ------------ | ------------ | ------------ | ------------ | ------------ | ------------ | ------ | ------ | ------ | ------ | ------ | ------ | --- |
| Serie C              | 73(-1) | 18      | 16      | 1       | 1       | 38      | 12      | 18           | 6            | 7            | 5            | 22           | 22           | 36     | 22     | 8      | 6      | 60     | 34     | +26 |
| Play-off             | -      | 2       | 1       | 1       | 0       | 3       | 1       | 2            | 0            | 2            | 0            | 2            | 2            | 4      | 1      | 3      | 0      | 5      | 3      | +2  |
| Coppa Italia         | -      | 2       | 1       | 0       | 1       | 2       | 2       | 0            | 0            | 0            | 0            | 0            | 0            | 2      | 1      | 0      | 1      | 2      | 2      | 0   |
| Coppa Italia Serie C | -      | 4       | 3       | 0       | 1       | 6       | 3       | 1            | 0            | 0            | 1            | 0            | 1            | 5      | 3      | 0      | 2      | 6      | 4      | +2  |
| Totale               | 73     | 26      | 21      | 2       | 3       | 49      | 18      | 21           | 6            | 9            | 6            | 24           | 25           | 47     | 27     | 11     | 9      | 73     | 43     | +30 |

### Andamento in campionato
| Giornata  | 1 | 2 | 3 | 4 | 5 | 6 | 7 | 8 | 9 | 10 | 11 | 12 | 13 | 14 | 15 | 16 | 17 | 18 | 19 | 20 | 21 | 22 | 23 | 24 | 25 | 26 | 27 | 28 | 29 | 30 | 31 | 32 | 33 | 34 | 35 | 36 | 37 | 38 |
| --------- | - | - | - | - | - | - | - | - | - | -- | -- | -- | -- | -- | -- | -- | -- | -- | -- | -- | -- | -- | -- | -- | -- | -- | -- | -- | -- | -- | -- | -- | -- | -- | -- | -- | -- | -- |
| Luogo     | C | T | C | C | T | C | T | C | T | C  | T  | C  |    | T  | C  | T  | C  | T  | C  | T  | C  | T  | T  | C  | T  | C  | T  | C  | T  | C  | T  |    | C  | T  | C  | T  | C  | T  |
| Risultato | V | V | V | V | N | V | P | V | P | V  | N  | V  |    | N  | P  | N  | V  | V  | V  | N  | V  | N  | V  | V  | N  | V  | V  | N  | V  | V  | P  |    | V  | P  | V  | V  | V  | P  |
| Posizione | 3 | 1 | 1 | 1 | 1 | 1 | 1 | 1 | 2 | 1  | 3  | 2  | 3  | 3  | 4  | 3  | 2  | 2  | 2  | 3  | 2  | 2  | 2  | 2  | 2  | 2  | 2  | 2  | 2  | 2  | 2  | 2  | 2  | 2  | 2  | 2  | 2  | 2  |

Fonte:  Lega Italiana Calcio Professionistico, su lega-pro.com.
Legenda:

Luogo: C = Casa; T = Trasferta. Risultato: V = Vittoria; N = Pareggio; P = Sconfitta.